# Murgondelbahn
Die Murgondelbahn war ein geplantes Umlaufseilbahnprojekt, das als viertes System des öffentlichen Verkehrs in Graz fungieren sollte
Die Gondelbahn sollte nach dem Planungsstand 2010 Graz entlang der Mur von der Weinzödlbrücke ausgehend bis Puntigam und weiter zum Grazer Flughafen verlaufend, durchqueren. Der Vorstandsvorsitzende der Holding Graz, dem Infrastrukturdienstleistungsunternehmen, welches die Planungen durchführte, Wolfgang Malik, hoffte auch auf einen touristische Nutzen der Seilbahn. Nach Kritik unter anderem an den Kosten des Projekts und der Weigerung der Grünen, das Projekt ihres Koalitionspartners mitzutragen, wurden die Planungen 2011 vorerst eingestellt.
2013 schlug der Grazer Bürgermeister Siegfried Nagl erneut die Errichtung der Seilbahn zuzüglich einiger Seitenäste zu den Reininghausgründen und dem Hauptbahnhof Graz vor. Holding-Graz-Vorstand Malik befürwortet das Projekt, da nach seinen Aussagen eine Seilbahn 4.000 Personen pro Stunde transportieren könne, eine Straßenbahn hingegen nur 1.500. Diese Zahlenangaben werden jedoch von der lokalpolitischen Opposition angezweifelt. Kritik erfolgte von den Interessensgruppen Fahrgast Steiermark und Pro Bim Graz, die darauf hinwies, dass die Murgondelbahn im Gegensatz zur Realisierung der Südwestachse der Straßenbahn Graz, die von Bürgermeister Nagl durch Festhalten an der Planung der Gondelbahn verschleppt werde, keinerlei Einfluss auf die Verkehrsströme in Graz habe und im Betrieb aufwändiger als eine Straßenbahn sei. Pro Bim Graz hält die Beförderungsleistung einer Straßenbahnlinie in Graz von 12.000 Personen pro Stunde und Richtung durch den Einbau zusätzlicher Module in die vorhandenen Fahrzeuge für problemlos und vergleichsweise kostengünstig erreichbar.
In einem am 9. August 2017 erschienenen Zeitungsartikel sprach Bürgermeister Nagl davon, die Planungen für die Murgondel und einer Linie von Eggenberg oder Gösting nach Thal wieder aufnehmen zu wollen. Nachdem eine Studie dem Projekt einem im Vergleich zu einem Ausbau des Straßenbahnnetzes geringeren Nutzen bescheinigt hatte, wurde eine Umsetzung 2020 erneut fraglich. Das Projekt war immer eng mit seinem wesentlichsten Unterstützer, Bürgermeister Nagl, verbunden. Nach dessen Niederlage bei der Gemeinderatswahl in Graz 2021 kündigte die angehende neue Stadtregierung an, in der kommende Legislaturperiode den Ausbau der Straßenbahnen zu priorisieren.